# 둥글장수풍뎅이
둥글장수풍뎅이(Pentodon quadridens)는 장수풍뎅이아과에 속하는 곤충이다. 장수풍뎅이 종류지만 뿔이 없다. 한국에서 가장 작고, 가장 희귀한 장수풍뎅이 종류이며 생태가 거의 알려지지 않았다. 국외로는 중국 등지에 분포한다.